# RPG-40

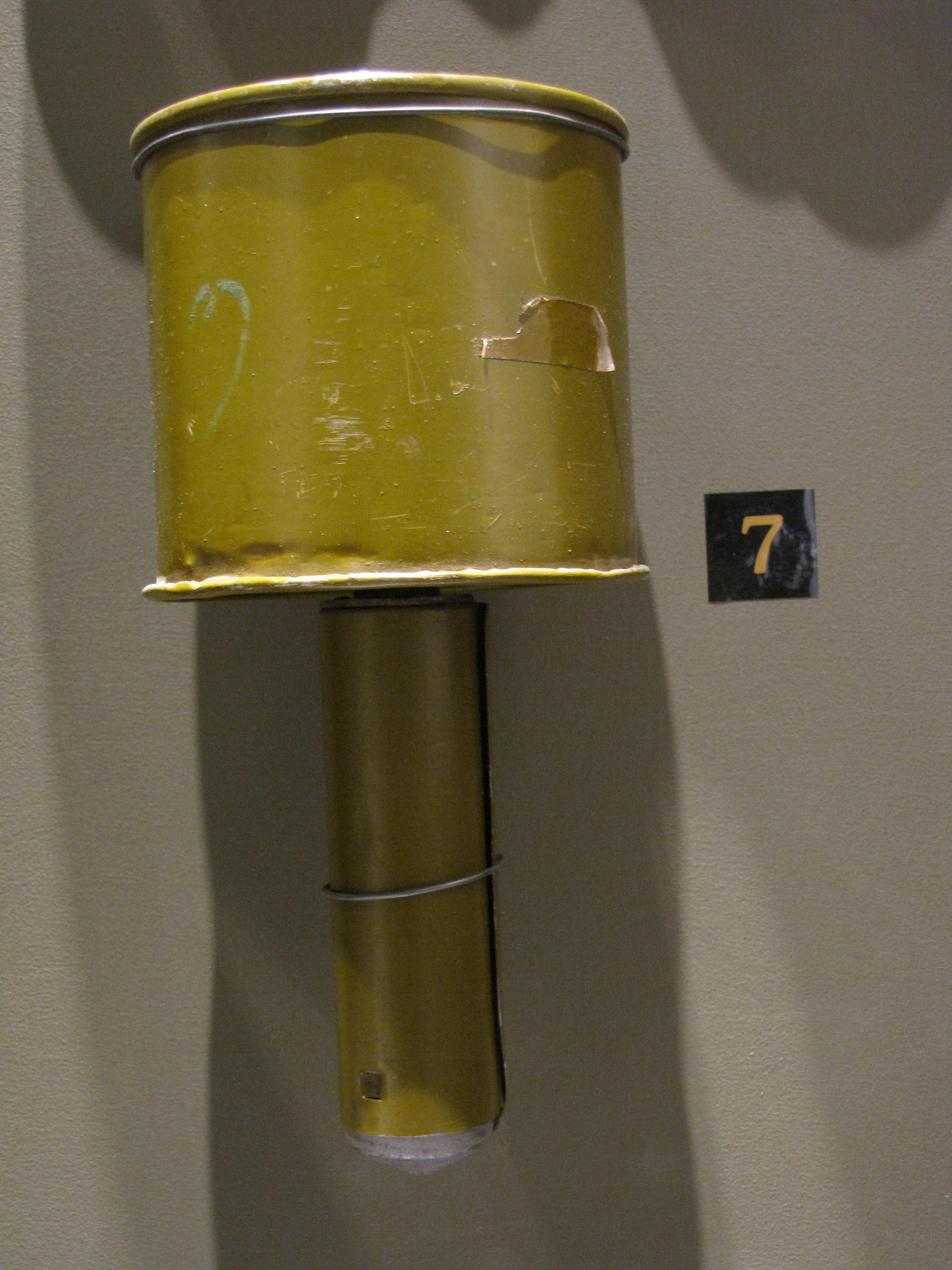
Grenade anti-char RPG-40.

La RPG-40 est une grenade à main destinée à la lutte anti-char conçue par l'Union soviétique en 1940. 

## Historique
Efficace contre les chars allemands du début de la guerre (Panzer I et II) mais pas contre les chars plus lourds (Panther et Tigre), elle sera remplacée en 1943 par la RPG-43.